# André Gingras
André Gingras (Canada, 14 november 1966 – Breda, 17 februari 2013) was  een danser en choreograaf.
Gingras behoorde tot de beste internationale dansers in zijn tijd. Hij studeerde theater, Engelse literatuur en moderne dans in Toronto, Montreal en New York. Hij werd door theatervernieuwer Robert Wilson verkozen tot een van de leden van zijn creatieve team.
In 1996 ging Gingras naar Nederland en was de man die het "free running" naar het professionele danspodium bracht. Hoewel hij zeker niet de eerste was die de dans van de straat naar het theater haalde, wist hij er al snel een aansprekende podiumvorm voor te vinden. In The Autopsy Project, lovend ontvangen in 2007, liet hij dansers duikvluchten maken van beddenframes; ze sprongen en balanceerden op het staal om met een doodsmak te eindigen. In 1999 won hij een leuk bedrag bij de Rotterdam Arts Foundation en in 2000 brak hij door met zijn solo CYP17 voor het CaDance Festival in Den Haag. Deze solo over een wetenschappelijk laboratoriumexperiment met een man, toerde tot 2008 rond de wereld, onder meer langs New York, waar danslegende Mikhail Baryshnikov persoonlijk een staande ovatie gaf.
In 2002 maakte hij furore met het balletstuk The Sweet Flesh Room. Naast zijn wetenschappelijke fascinatie voor het lichaam, was Gingras ook gegrepen door de oververhitte adoratie ervan. In Anatomica (2011) maakte hij een choreografie over de fysieke paringsdans van de moderne mens. In dat stuk roken zijn elf dansers seks en dampten ze lust. Hoe we de juiste partner lokken, was ook het onderwerp van Libido, een samenwerking met zijn landgenoot David St. Pierre.
In 2010 nam Gingras de artistieke leiding over van Dance Works Rotterdam. Een gezelschap dat energieke, moderne dans combineerde met urban, sport en de Braziliaanse vechtdans capoeira. In dat jaar werd ook darmkanker bij hem ontdekt. Hij woonde toen in Breda.
In 2013 hield Dance Works, als gevolg van het wegvallen van de landelijke financiële steun, op te bestaan. In hetzelfde jaar stierf Gingras aan de gevolgen van darmkanker op 17 februari. 